# Base de dados bibliográfica
Uma base de dados bibliográfica é um conjunto de registros bibliográficos, uma coleção organizada digital de referências à literaturas publicadas, incluindo revistas acadêmicas e artigos de jornais, proceedings de conferências, relatórios, publicações governamentais e legais, patentes, livros, etc. Em contraste com as entradas em uma catalogação bibliográfica, uma grande parte dos registros bibliográficos em bases de dados bibliográficas descrevem análises (artigos, artigos de conferências, etc) ao invés de monografias completas, e eles geralmente contêm descrições muito ricas de assuntos sob a forma de palavras chave, termos de classificação de assunto, ou abstracts.
Uma base de dados bibliográfica pode ser de âmbito geral ou abranger uma determinada disciplina acadêmica. Um número significativo de bases de dados bibliográficas são ainda proprietários, disponíveis por acordo de licenciamento de fornecedores, ou diretamente a partir dos serviços que criaram o resumo e o índice bibliográfico.
Muitas bases de dados bibliográficas evoluíram para bibliotecas digitais, fornecendo o texto completo do conteúdo indexado. Outras convergiram com os bancos de dados não-bibliográficos acadêmicos para criar sistemas de pesquisa disciplinar  mais completos, como o Chemical Abstracts ou o Entrez.

## História
Antes de meados do século 20, os indivíduos à procura de literatura publicada tinham que confiar em índices bibliográficos impressos. "Durante o início dos anos 1960 os computadores eram usados para digitalizar texto pela primeira vez; o objetivo era reduzir o custo e o tempo necessários para publicar duas revistas americanas de resumos, o Index Medicus da Biblioteca Nacional de Medicina (National Library of Medicine) e o Scientific and Technical Aerospace Reports da National Aeronautics and Space Administration (Nasa). No final dos anos 1960 esses corpos de informação alfanumérica digitalizados, conhecidos como bases de dados bibliográficas e numéricos, constituiam um novo tipo de informação de recursos". "A recuperação interativa online tornou-se viável comercialmente no início dos anos 1970 através de redes privativas de telecomunicações.  Os primeiros serviços ofereciam algumas poucas bases de dados de índices e resumos da literatura científica. Esses bancos de dados continham descrições bibliográficas dos artigos científicos pesquisados por palavras-chave de autor e título, e por vezes o nome do jornal ou cabeçalho de assunto. As interfaces de usuário eram cruas, o acesso era caro, e a busca feita por bibliotecários, em nome do "usuário final".